# مؤتمر الشباب العالمي
مؤتمر الشباب العالمي هو حدث دولي يستضيفه العديد من البلدان منذ بدايته في عام 1999. يعود الأمر للقادة الشباب أن يجتمعوا ويناقشوا قضايا العالم. في المؤتمر العالمي الأول للشباب، الذي عقد في هاواي عام 1999، حضر حوالي 1000 مندوب محلي ودولي من حوالي 180 دولة. 

## مواقع مؤتمر الشباب العالمي
- المؤتمر العالمي الأول للشباب في هونولولو، هاواي (1999)
- المؤتمر العالمي الثاني للشباب الرباط، المغرب (2003)
- المؤتمر العالمي الثالث للشباب في اسكتلندا (2005)
- المؤتمر العالمي الرابع للشباب في كيبيك، كندا (2008)
- المؤتمر العالمي الخامس للشباب اسطنبول، تركيا (2010)
- المؤتمر العالمي السادس للشباب ريو دي جانيرو، البرازيل (2012)
- المؤتمر العالمي السابع للشباب في هونولولو، هاواي (2017)

عُقد مؤتمر الشباب العالمي لعام 2017، في جامعة هاواي في مانوا، في الفترة من 17 إلى 25 يونيو. استند هذا المؤتمر إلى أهداف التنمية المستدامة للأمم المتحدة، مع المجموعات المختلفة التي تركز على جوانب الاستدامة، بما في ذلك الطاقة النظيفة وإدارة النفايات. 

## غرض
يهدف مؤتمر الشباب العالمي إلى تعزيز تمكين الشباب والسماح للشباب بإقامة علاقات بين البلدان والثقافات مع أشخاص من خلفيات مختلفة.

## روابط خارجية
- موقع الكتروني